# 蒸飯

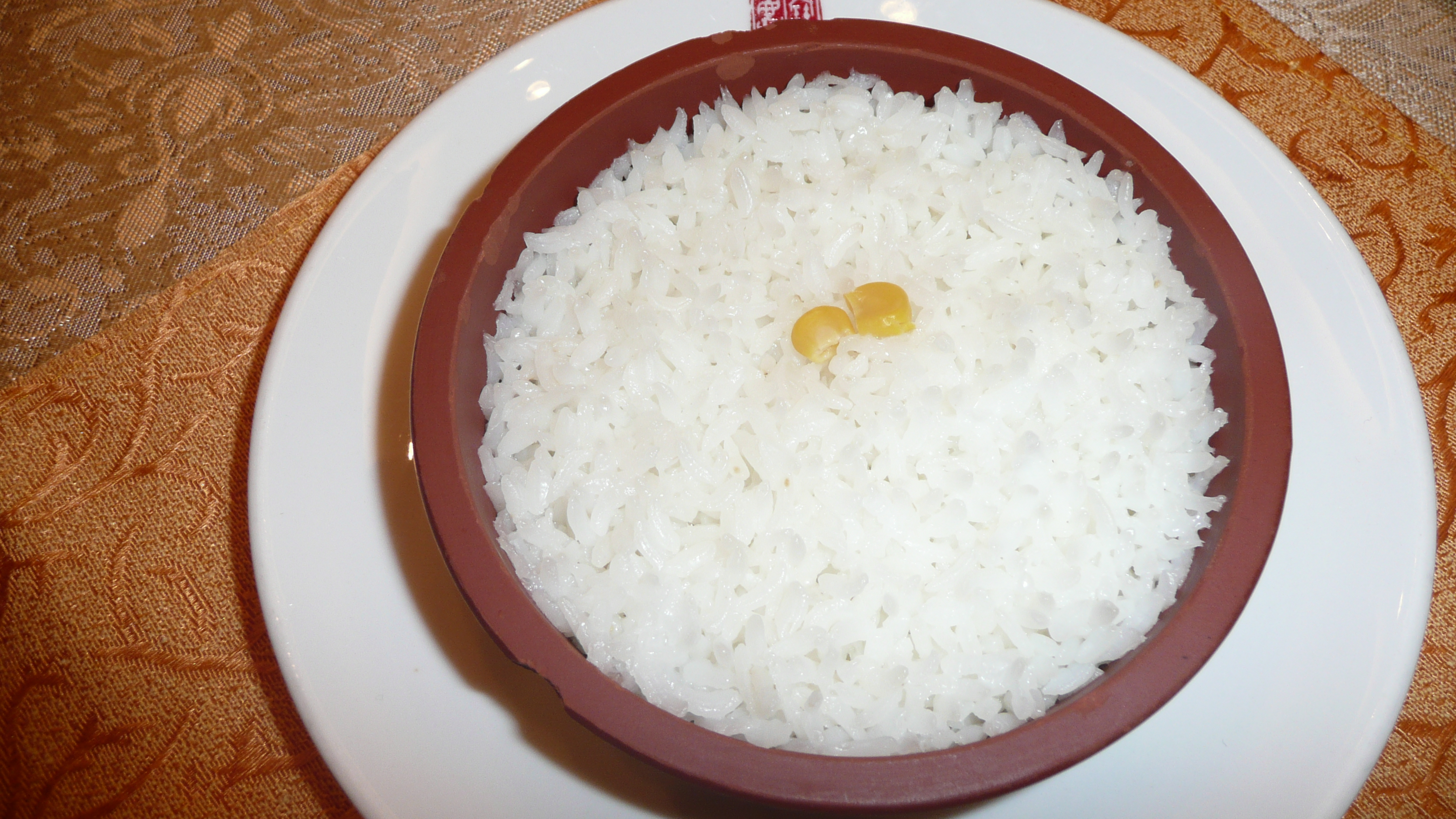
缽仔蒸飯

蒸飯，是把米和配菜、調味料放在一起蒸熟的飯，由於廣東、香港一帶的酒樓常以燉盅來蒸飯，因此又有盅頭飯，或者原盅蒸飯的稱呼。在日本又被稱為炊き込みご飯。
在廣東和香港的餐館，常見的蒸飯款式有鳳爪排骨飯、北菇滑雞飯、鹹魚肉餅飯及窩蛋牛肉飯等。台灣有地瓜蒸飯、芋香吻魚蒸飯。日本有栗飯、鯛魚蒸飯、松茸蒸飯等。

## 廣東起源
廣東的盅頭飯因苦力（一般是搬運工人）而誕生。1920年代的粵人飲早茶風氣頗盛，工人也愛去吃一盅兩件。茶樓為照顧一些早上六點上班，到四點才能吃飯的苦力，便用燉湯的燉盅來做盅頭飯，加上早點常用的鳳爪排骨，以點心方式蒸之，成為苦力上班前的解餓食物。